# 片基夫齊
49°35′37″N 26°10′12″E / 49.59361°N 26.17000°E
片基夫齊（烏克蘭語：Пеньківці），是烏克蘭的村落，位於該國西部捷爾諾波爾州，由捷尔诺波尔区負責管轄，始建於1491年，面積1平方公里，2001年人口125，人口密度每平方公里125.6人。